# On est fait pour s'entendre
Pour plus de détails, voir Fiche technique et Distribution.
On est fait pour s'entendre est un film français réalisé par Pascal Elbé, sorti en 2021.

## Synopsis
Tous ses proches reprochent à Antoine (Pascal Elbé) de ne pas écouter, de ne pas se concentrer ou de ne pas faire des efforts. Le problème est qu'il perd beaucoup d'audition. Il est malentendant. Dans son immeuble, Claire (Sandrine Kiberlain) s’installe avec sa fille, Violette, chez sa sœur, Léna (Valérie Donzelli), pour quelques jours, espérant calme et tranquillité, sauf qu'Antoine écoute de la musique à fond et n'éteint pas son réveille-matin.

## Fiche technique
Sauf indication contraire, les informations mentionnées dans cette section peuvent être confirmées par la base de données cinématographiques Unifrance,  présente dans la section « Liens externes ».
- Titre original : On est fait pour s'entendre
- Réalisation et scénario : Pascal Elbé
- Musique : Christophe Minck
- Décors : Patrick Durand
- Costumes : Nathalie Raoul
- Photographie : Rémy Chevrin
- Son : Samuel Cohen
- Montage : Jennifer Augé
- Production : Éric Jehelmann et Philippe Rousselet
- Coproduction : Alexis Cohen et Pascal Elbé[1]
- Sociétés de production : Jerico et Père et Films ; France 3 Cinéma (coproduction)[1] ; SOFICA Cinécap 3
- Société de distribution : Diaphana Distribution
- Pays de production :  France
- Langue originale : français
- Format : couleur — 2,35:1
- Genre : comédie romantique
- Durée : 92 minutes
- Dates de sortie[2] :
  - France : 28 août 2021 (Festival du film francophone d'Angoulême) ; 17 novembre 2021 (sortie nationale)
  - Suisse romande : 17 novembre 2021

## Distribution
- Sandrine Kiberlain : Claire, paysagiste, veuve
- Pascal Elbé : Antoine Serano, professeur d'histoire-géographie
- Valérie Donzelli : Léna, sœur de Claire
- Emmanuelle Devos : Jeanne, sœur d'Antoine
- François Berléand : Francis, ami et collègue d'Antoine
- Marthe Villalonga : Angèle, mère d'Antoine et de Jeanne
- Claudia Tagbo : Juanita
- Manon Lemoine : Violette, fille de Claire, mutique
- Frédéric Merlo : Frédéric
- Anne Azoulay : Nicole
- Antoine Gouy : Julien, compagnon de Léna
- Bérangère McNeese : Chloé
- Atmen Kélif : Pierre
- Philippe Uchan : Philippe
- Julia Faure : Florence
- Michel Boujenah : le médecin d'Angèle
- Nicolas Vaude : l'otorhinolaryngologue
- Patrice Abbou : Dr Steinberg
- Jacky Nercessian : M. Molina

## Production

### Tournage
Le tournage a lieu à Paris, ainsi qu'à Cabourg et à Houlgate (Calvados), entre février et juin 2020,. Il s'interrompt dans le 16e arrondissement de Paris en raison du premier confinement lié à la pandémie de Covid-19, pendant 8 semaines, « alors qu'il restait encore 4 semaines de travail aux équipes, le tournage a été suspendu le 13 mars dernier », raconte le producteur exécutif Jean-Jacques Albert.

## Accueil

### Festival et sorties
Le film est présenté en avant-première, le 28 août 2021, au Festival du film francophone d'Angoulême,. Il sort le 17 novembre 2021 en France et, également, en Suisse romande.

### Diffusion en télévision
Le film est diffusé le 3 octobre 2023 sur France 2 et réunit 3,300 millions de téléspectateurs, soit une part de marché de 16,5 %.

## Distinction
- Festival du film de Cabourg 2022 : Swann du meilleur film[9].

### Documentation
- Dossier de presse On est fait pour s'entendre